# کیتی جوینر
کیتی جوینر (انگلیسی: Kitty O'Brien Joyner؛ ۱۱ ژوئیهٔ ۱۹۱۶ – ۱۶ اوت ۱۹۹۳) مهندس برق اهل ایالات متحده آمریکا بود که در کمیته رایزنی ملی هوانوردی آمریکا و ناسا کار کرد. وی اولین زن فارغ‌التحصیل از دوره مهندسی دانشگاه ویرجینیا در سال ۱۹۳۹ بود. در هنگام استخدام در کمیته رایزنی ملی هوانوردی آمریکا وی اولین زن مهندس در آنجا بود که بعدتر به مدیریت و نظارت بر چندین تونل باد در آنجا منصوب شد. کار جوینر تأثیر زیادی روی مکانیک پرواز، زبرصوت، ماهی‌واره و استاندارد طراحی هواگردها داشته‌است.